# Rob Woestenborghs
Rob Woestenborghs (Turnhout, 30 augustus 1976) is een Belgisch duatleet. Hij behaalde meermaals het podium bij internationale duatlonwedstrijden en werd driemaal wereldkampioen.

## Levensloop
Woestenborghs begon met atletiek. Na een gouden medaille bij de Belgische kampioenschappen voor scholieren en een deelname aan een WK veldlopen voor junioren, was hij op 23-jarige leeftijd genoodzaakt te stoppen.
Na atletiek begon hij zich toe te leggen op het wielrennen. Na een aantal amateurkoersen won hij plotseling het Belgisch kampioenschap winterduatlon. Zijn eerste WK-medaille behaalde hij voor zijn derde plaats op het Wereldkampioenschap duatlon 2006 in Corner Brook, Canada. Hij werd 4 keer vice Wereld- of Europees kampioen op zowel de korte als de lange afstand en behaalde uiteindelijk ook de eerste plaats op de Wereldkampioenschappen duatlon in Rimini, Italië (2008), Cali, Colombië (2013) en Zofingen, Zwitserland (2013) (zie verder). In 2014 vervolledigde hij zijn palmares met twee Europese titels in Horst aan de Maas (lange afstand) en Weyer (korte afstand).
Sinds 2007 heeft hij het statuut van topsporter van BLOSO.
In 2008 ging hij als eerste over de finish bij het WK duatlon op de korte afstand in Rimini. Zijn ploegmaat Jurgen Dereere ging in protest, omdat hij door een ongelukkig stuurmanoeuvre van Woestenborghs te val zou zijn gekomen. De wedstrijdjury besloot beide personen te diskwalificeren wegens onsportief gedrag. Tegen deze uitspraak ging Woestenborghs in beroep. Het TAS (Tribunal Arbitral du Sport) gaf Rob gelijk. De ITU diende met onmiddellijke ingang zijn gouden medaille en de wereldtitel toe te kennen.
In 2009 kwam Woestenborghs zwaar ten val in de Omloop der Kempen, een wielerwedstrijd voor profs in het Nederlandse Veldhoven. Men vreesde zelfs enkele dagen voor zijn leven en had maar weinig hoop meer voor zijn verdere topsportloopbaan. Na een lange en zware revalidatie lukte het hem echter terug enkele kleinere wedstrijden te winnen en tot eenieders verbazing kon hij terug aansluiten bij de duatlontop door vice-wereldkampioen te worden in Edinburgh in 2010.
Na het behalen van de zilveren medaille op het Europees kampioenschap op de lange afstand in 2013 staat hij eerste op de ITU Duathlon wereldranglijst. Hij werd dan ook geselecteerd voor de Wereldspelen (World Games) in het Colombiaanse Cali waar hij goud behaalde in de duatlon. De wedstrijd telde ook mee als wereldkampioenschap, een dubbelslag dus voor Woestenborghs en meteen ook de grootste zege uit zijn carrière. Nauwelijks een maand later behaalde hij ook nog goud op het WK lange afstand (Powerman) te Zofingen. Hierdoor werd hij, naast de betreurde Benny Vansteelant, de enige atleet die erin slaagde om in één en hetzelfde seizoen zowel wereldkampioen op de korte als op de lange afstand te worden. In 2015 zette hij een punt achter zijn profcarrière.
Woestenborghs werd geboren in Turnhout en bracht zijn jeugd door in Vosselaar. Hij woont nu samen met zijn vriendin in Oudenaarde en heeft twee kinderen.

## Titels
- Wereldkampioen duatlon op de korte afstand - 2008
- BeNeLux kampioen Off-Road Duathlon - 2008
- Belgisch kampioen Winterduatlon - 2009
- Belgisch kampioen duatlon op de korte afstand - 2010
- Belgisch kampioen duatlon op de lange afstand - 2012
- Belgisch kampioen Winterduatlon - 2013
- Wereldkampioen duatlon op de korte afstand - 2013
- Wereldkampioen duatlon op de lange afstand - 2013
- Europees kampioen duatlon op de lange afstand - 2014
- Europees kampioen duatlon op de korte afstand - 2014
- Belgisch kampioen Winterduatlon - 2015

## Palmares op WK en EK wedstrijden

### Duatlon
- 2004: 28e EK (korte afstand) in Swansea
- 2004: 24e WK (korte afstand) in Geel
- 2005: 8e EK (korte afstand) in Debrecen
- 2005: 6e WK (korte afstand) in Newcastle
- 2006: 13e EK (korte afstand) in Rimini
- 2006:  WK (korte afstand) in Corner Brook - 1:51:05
- 2006: 4e WK (lange afstand) in Fredericia
- 2007: 11e WK (korte afstand) in Győr
- 2007: 9e WK (lange afstand) in Richmond
- 2007:  EK (korte afstand) in Edinburgh - 1:56:54
- 2008: 7e EK (korte afstand) in Serres
- 2008:  WK (korte afstand) in Rimini - 1:47:37
- 2010:  WK (korte afstand) in Edinburgh - 1:50:23
- 2012:  WK (lange afstand) in Zofingen - 6:12:34
- 2012: 12e WK (korte afstand) in Nancy - 1:41:57
- 2013:  EK (lange afstand) in Horst aan de Maas - 2:40:40
- 2013:  WK (korte afstand) op Wereldspelen in Cali - 1:43:39
- 2013:  WK (lange afstand) in Zofingen - 6:21:39
- 2014:  EK (lange afstand) in Horst aan de Maas - 2:43:34
- 2014:  EK (korte afstand) in Weyer - 1:51:49
- 2015:  EK (lange afstand) in Horst aan de Maas - 2:27:00

1990: Kenny Souza ·
1991: Matt Brick ·
1992: Matt Brick ·
1993: Greg Welch ·
1994: Normann Stadler ·
1995: Oscar Galíndez ·
1996: Andrew Noble ·
1997: Jonathan Hall ·
1998: Yann Millon ·
1999: Yann Millon ·
2000: Benny Vansteelant ·
2001: Benny Vansteelant ·
2002: Tim Don ·
2003: Benny Vansteelant ·
2004: Benny Vansteelant ·
2005: Paul Amey ·
2006: Leon Griffin ·
2007: Paul Amey ·
2008: Rob Woestenborghs ·
2009: Jarrod Schoemaker ·
2010: Bart Aernouts ·
2011: Roger Roca ·
2012: Emilio Martín ·
2013: Rob Woestenborghs ·
2014: Benoît Nicolas ·
2015: Emilio Martín
1997: Urs Dellsperger ·
1998: Olivier Bernhard ·
1999: Olivier Bernhard ·
2000: Benny Vansteelant ·
2001: Benny Vansteelant ·
2002: Huub Maas ·
2003: Stefan Riesen ·
2004: Greg Watson ·
2005: Benny Vansteelant ·
2006: Benny Vansteelant ·
2007: Joerie Vansteelant ·
2008: Joerie Vansteelant ·
2009 · 
2010 · 
2011: Joerie Vansteelant ·
2012: Joerie Vansteelant ·
2013: Rob Woestenborghs ·
2014: Gaël Le Bellec ·
2015: Gaël Le Bellec